# Rhegmatophila ricchelloi
Espèce
Rhegmatophila ricchelloi est une espèce de lépidoptères appartenant à la famille des Notodontidae.
- Répartition : Sardaigne.
- Envergure du mâle : 17 mm.
- Période de vol : juillet.
- Habitat : maquis entre 500 et 1 000 m.
- Plantes-hôtes : Prunus spinosa et Quercus ilex.

## Source
- P.C. Rougeot, P. Viette, Guide des papillons nocturnes d'Europe et d'Afrique du Nord, Delachaux et Niestlé, Lausanne 1978.